# Euclid Tsakalotos
Euclid Tsakalotos (en grec: Ευκλείδης Τσακαλώτος transcrit Efklidis Tsakalotos) (Rotterdam, 1960) és un economista i polític grec, que va ser nomenat ministre de Finances grec pel primer ministre de Grècia, Alexis Tsipras, el 6 de juliol de 2015.

## Biografia
Va assistir a l'escola St. Paul de Londres, abans d'estudiar Política, Filosofia i Economia a la Universitat d'Oxford. Més tard va fer un màster a la Universitat de Sussex i un doctorat el 1989 a la Universitat d'Oxford.

### Carrera professional
De 1989 a 1990, va treballar com a investigador a la Universitat de Kent. Va ensenyar a la Universitat de Kent, entre octubre de 1990 i juny de 1993, i a la d'Atenes d'Economia i Negoci, entre octubre de 1994 i setembre de 2010.
Des d'aquell moment, ha estat professor d'Economia a la Universitat d'Atenes. La seva dona és l'economista britànica Heather D. Gibson.

### Parlamentari
En les eleccions parlamentàries de maig de 2012, va obtenir un escó en el Consell dels Hel·lens per la Coalició de l'Esquerra Radical (SYRIZA) a Atenes. Va ser reelegit en les eleccions de juny de 2012 i en les de 2015. Així mateix, és membre del Comitè Central de SYRIZA.
També va ser membre del Comitè Executiu de la Federació Hel·lena de Professors Universitaris.

### Ministre de Finances
Després de la dimissió de Ianis Varufakis, posterior al referèndum del 5 de juliol de 2015, Tsakalotos va ser triat per succeir-lo en el càrrec.